# ديجا فو (فلم)
ديجا فو هو فيلم إثارة أمريكي وخيال علمي, تم إنتاجه عام 2006, أخرج الفيلم توني سكوت, وبطولة دنزل واشنطن، جيمس كافيزل وباولا باتون كأدوار رئيسية, ويشاركهم في الفيلم فال كيلمر، أدم جولدبرج ومات كارفن .

## الأدوار الرئيسية
| الممثل          | الدور الرئيسي              |
| --------------- | -------------------------- |
| دنزل واشنطن     | العميل الخاص دوجلاس كارلين |
| جيمس كافيزل     | كارول أوريستاد             |
| باولا باتون     | كلير كتشفر                 |
| فال كيلمر       | العميل بول بريزوارا        |
| أدم جولدبرج     | أليكساندر ديني             |
| مات كارفن       | لاري مينوتي                |
| بروس جرينود     | جاك ماكريدي                |
| إلدن هنسون      | جانرز                      |
| إريكا أليكساندر | شانتي                      |

## وصلات خارجية
- الموقع الرسمي (الأمريكي)
- الموقع الرسمي (البريطاني)
- مقالات تستعمل روابط فنية بلا صلة مع ويكي بيانات
- مقابلة مع جيمس كافيزل في موقع (yourMovies)